# Oceans (canção de Pearl Jam)
"Oceans"  é uma canção da banda grunge estadunidense Pearl Jam. Com a letra escrita pelo vocalista Eddie Vedder e a música co-composta por Vedder, pelo guitarrista Stone Gossard e pelo baixista Jeff Ament, "Oceans" foi lançada em 1992 como o quarto single do álbum de estreia da banda, Ten, de 1991. Versões remixadas da canção foram incluídas no single "Even Flow" e na reedição do álbum Ten, em 2009.

## Origem e gravação
A canção tem a letra escrita pelo vocalista Eddie Vedder e a música co-composta por Vedder, pelo guitarrista Stone Gossard e pelo baixista Jeff Ament. Vedder sobre a canção:
| “ | Lembro-me de "Oceans", alguém me pediu para colocar o troco no parquímetro para eles. Eu fui e fiz isso e depois eu voltei e foi bloqueada. Estava chuviscando e eu não estava vestido para um passeio na chuva. Eu tinha um pedaço de papel e uma caneta no bolso, e eles estavam tocando essa canção [dentro]. Tudo o que eu ouvia era o baixista através da parede da janela que estava fechada com tábuas. Então eu escrevi a canção para o baixo. Eu não estava ouvindo para ouvir a canção primeiro. Quando eu ouvi uma pausa, eu ia começar a bater na porta ... tentando sair da chuva. Então, como eu estava fazendo aquilo, pensei: dane-se, eu poderia escrever alguma coisa. | ” |

Gossard sobre a canção:
| “ | Nós escrevemos, nós tocamos e Ed cantou, que é outra coisa que ele faz. Eu nunca tinha visto alguém se envolver com música escrita da mesma forma. Aqui está a música, deixe-me tocá-la para você. Vai assim. OK há uma mudança aqui, vamos fazê-la e ele irá cantar. Eu ouvia as melodias e achava que estava OK vou escrever palavras ou o que e então eu percebi mais tarde que ele realmente havia escrito as palavras ali. Eu não conseguia entender como alguém poderia fazer isso. Desde então, eu encontrei um monte de gente que pode fazer isso, então foi um abrir de olhos, mas ele faz isso melhor do que ninguém que eu já vi fazer. | ” |

O baterista Dave Krusen sobre a canção:
| “ | Nós originalmente controlamos a bateria nessa canção. Então eu adicionei três partes tímpano. Lembro-me de que estávamos todos na sala de controle ouvindo uma parte tímpano com a bateria muda. Alguém comentou o quão legal soou, por isso, mantemos ela dessa forma. Fico feliz que fizemos. | ” |

Quando a banda contratou o mixer do álbum, Tim Palmer, em junho de 1991, em Dorking, Inglaterra para mixar, Palmer fez um overdub com um frasco de pimenta e um extintor de incêndio como percussão na faixa. Palmer disse:
| “ | A razão pela qual eu usei esses itens era puramente porque estávamos muito longe de uma loja de locação de instrumentos musicais e tornou-se necessariamente a mãe da invenção. | ” |

## Composição e letra
A canção foi feita com afinação havaiana. A canção é musicalmente e texturalmente diferente do resto do álbum. Ament disse:
| “ | Quando estávamos escolhendo músicas para Ten nós pensamos que era importante escolher os momentos mais estranhos, como "Oceans", porque queríamos ser capazes de explorar as áreas abaixo da linha. | ” |

Gossard sobre a canção:
| “ | Eu amo "Oceans". Isso provavelmente resume porque eu fico animado com a escrita da canção. É com afinação havaiana, onde o primeiro acorde é só em frente e que é apenas dois dedos que vir de fora para criar a coisa toda e depois desce uma posição e ela se move de volta. Tem uma pequena mudança, mas também tem três grandes movimentos. O que eu adoro na música é a estética dos acordes; o mais simples, o melhor e em seguida, um outro conjunto que faz algo para aqueles acordes originais. É um arranjo muito simples. | ” |

A canção foi inspirada pela afinidade que Vedder possui pelo surfe. Após a apresentação da banda no Acústico MTV de 1992, Vedder falou sobre a música:
| “ | [aquilo foi] uma pequena canção de amor que escrevi sobre minha prancha de surfe...não; na verdade, é para uma pessoa chamada Beth, quem esperançosamente verei amanhã. | ” |

## Lançamento e recepção
Enquanto o single de "Oceans" foi lançado comercialmente nos mercados internacionais em 1992, o single comercial não foi lançado nos Estados Unidos até 27 de junho, 1995, antes disso só estava disponível nos EUA como versão importada e, por tanto, muito mais cara. Fora dos Estados Unidos, o single foi lançado na Austrália, Áustria e no Reino Unido. "Oceans" alcançou o 30º lugar nos Países Baixos e teve um moderado sucesso no top 20 da Nova Zelândia.
Em março de 2009, "Oceans" foi disponibilizada como download para a série Rock Band como uma faixa mestre, como parte do álbum Ten.

## Videoclipe
O vídeo foi dirigido por Josh Taft, que anteriormente havia dirigido os clipes de "Alive" e "Even Flow". O video foi filmado no Havaí em setembro de 1992. O vídeo em preto e branco apresenta cenas dos membros da banda e outras pessoas no Havaí, incluindo Vedder surfando, Gossard dirigindo, pessoas nadando e correndo e pequenos aviões voando. Ele também possui imagens da performance da banda filmada em Maui, Havaí no War Memorial Gymnasium. O video foi lançado somente para áreas fora dos Estados Unidos no final de 1992. O video não foi lançado nos Estados Unidos porque a banda sentiu que Ten já era grande demais. O videoclipe de "Oceans" pode ser encontrado no DVD Touring Band 2000 como uma das Special Features.

## Performances ao vivo
"Oceans" foi tocada pela primeira vez ao vivo no dia 17 de maio de 1991, em Seattle, Washington no Off Ramp Café. Pearl Jam tocou a canção quando se apresentou no seu Acústico MTV em 1992, entretanto sua performance da canção não foi ao ar quando o show foi transmitido pela MTV. Performances ao vivo de "Oceans" podem ser encontradas em vários bootlegs oficiais da banda e no álbum ao vivo, Live in NYC 12/31/92. Uma performance da canção também foi incluída no DVD MTV Unplugged, incluído na reedição de Ten.

## Faixas
| N.º | Título             | Compositor(es)         | Duração |  |
| 1.  | "Oceans"           | Ament, Gossard, Vedder | 2:44    |  |
| 2.  | "Why Go" (ao vivo) | Ament, Vedder          | 3:30    |  |
| 3.  | "Deep" (ao vivo)   | Ament, Gossard, Vedder | 4:24    |  |
| 4.  | "Alive" (ao vivo)  | Gossard, Vedder        | 5:46    |  |

## Posições nas paradas
| Ano  | Parada                    | Posição | Ref.   |
| 1993 | New Zealand Singles Chart | 16      | [ 12 ] |
| 1993 | Dutch Singles Chart       | 30      | [ 13 ] |

## Créditos
- Eddie Vedder - vocal
- Stone Gossard - guitarra
- Mike McCready - guitarra
- Jeff Ament - baixo
- Dave Krusen - bateria